# Triplo gioco (film 2002)
Triplo gioco (The Good Thief) è un film del 2002 diretto da Neil Jordan.
Si tratta di un remake del film del 1955 Bob il giocatore (Bob le flambeur) diretto da Jean-Pierre Melville, con protagonista Nick Nolte e con la partecipazione di Emir Kusturica e Ralph Fiennes.

## Trama
Il film racconta le vicende di Bob Montagnet, giocatore d'azzardo e ladro incallito, che dopo l'ennesima perdita al gioco decide di rapinare il caveau di un casinò, con l'aiuto di un gruppo variegato di esperti rapinatori.

## Riconoscimenti
- 2002 - Noir in Festival
  - Premio del pubblico